# Horst Kuhnert
Horst Kuhnert (Świdnica, 22 juni 1939) is een Duitse schilder en beeldhouwer.

## Leven en werk
Kuhnert werd in 1939 geboren in Schweidnitz in Neder-Silezië (Polen). Hij studeerde van 1957 tot 1962 schilderkunst bij de hoogleraar Heinrich Wildemann aan de Staatliche Akademie der Bildenden Künste Stuttgart. Vanaf 1963 ging Kuhnert ook beeldhouwen. Zijn werk behoort tot de constructivistische kunststroming. De door hem gebruikte materialen zijn rvs, cortenstaal en kunststof.
De kunstenaar woont en werkt in Stuttgart.

## Werken (selectie)
- Freiplastik (1970), Amtsgericht Stuttgart-Bad Cannstatt
- Rauminstallation (1970), Amtsgericht Stuttgart-Bad Cannstatt
- Wandsculptuur (1972), entreehal Bausparkasse in Leonberg
- Freiplastik (1972), Waldburgschule in Stuttgart-Rohr
- Von Innen nach Aussen (1975), Stadtbad in Stuttgart-Zuffenhausen
- Polyesterplastik (1976), Stuttgart-Degerloch
- Raumkörper 76 S.W.3T (1976), beeldenpark KUNSTdünger Rottweil in Rottweil (stad)
- Raumkörper 76 s.w.d.F (1976) Botnang in Stuttgart
- Raumkörper (1974/77), Rathaus in Kornwestheim
- Plastik (1977), Rathaus Leonberg - oorspronkelijk voor de Bundesgartenschau Stuttgart
- Freiplastik (1978), Pädagogische Hochschule in Esslingen am Neckar
- Kommunizierende Gruppierung 82 (1982), Bismarckplatz in Stuttgart
- Raumkörper 82 (1982), Bismarck-Platz in Stuttgart
- Raumkörper (1984), Stadtpark in Göppingen
- Plastische Gestaltung (1985), Berufsschulzentrum in Esslingen-Zell
- Narrenbrunnen (1987), Kronprinzenstraße in Stuttgart
- Raumkörper (1989), Kreiskrankenhaus in Aalen
- Mozaïek (1990), Stadtbahn halte Rathaus in Stuttgart
- Rathausbrunnen (1990), Lorch
- Raumkörper (Stabil-Instabil) (1993), Nettetal
- Raumkörper 76 (2010), Lindpaintnerstraße in Stuttgart

## Fotogalerij

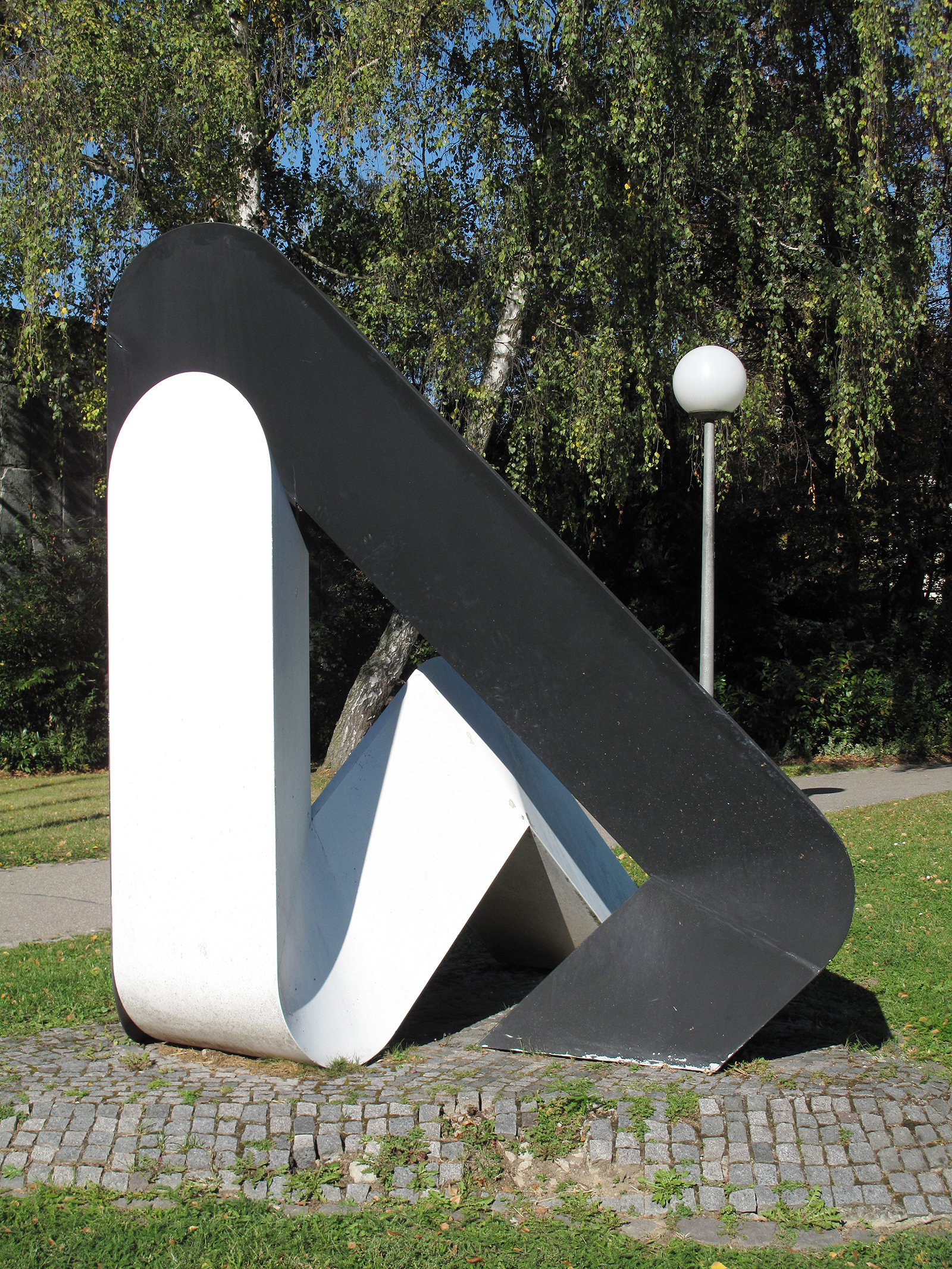
Großskulptur in Leonberg
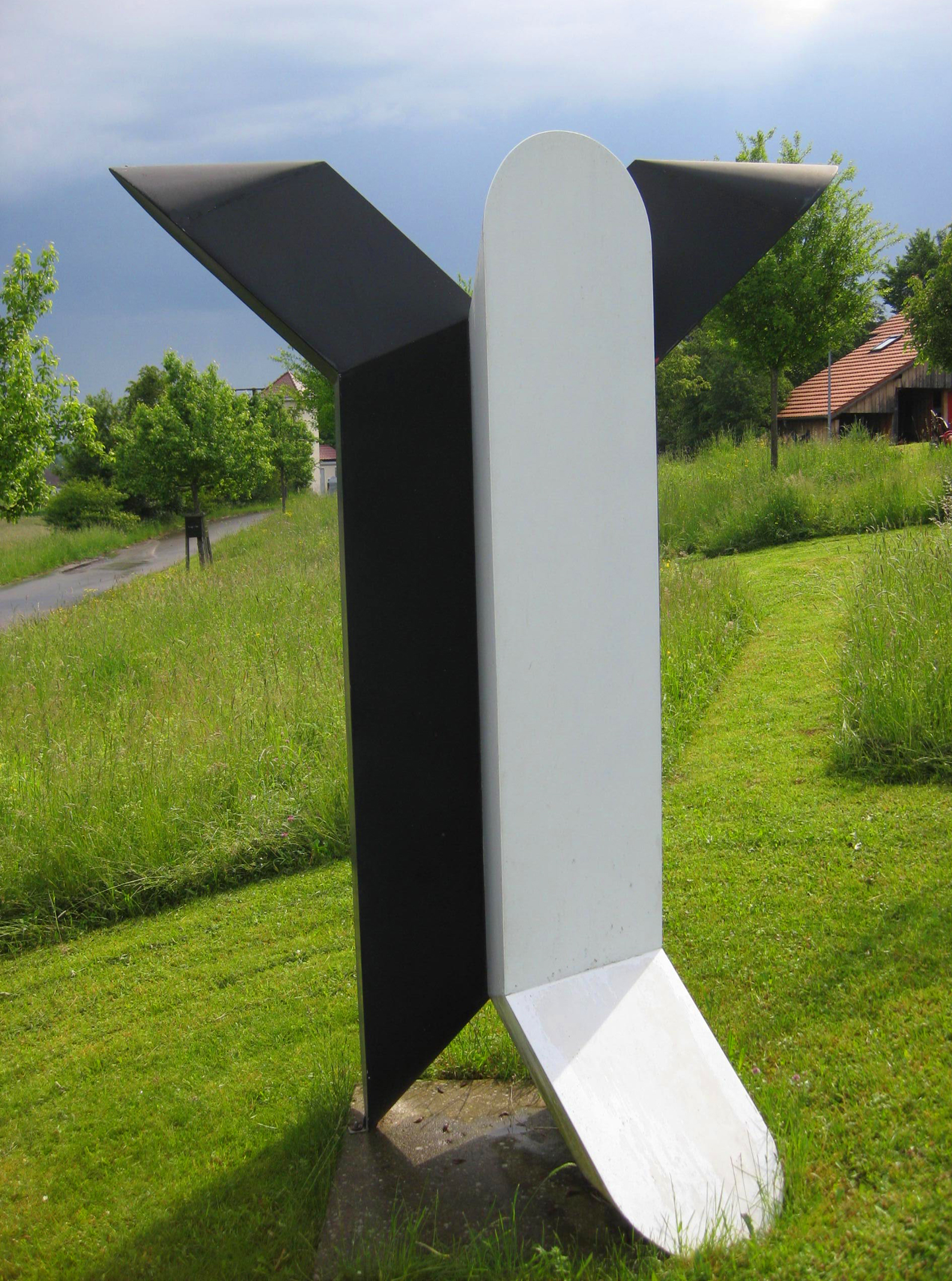
Rottweil
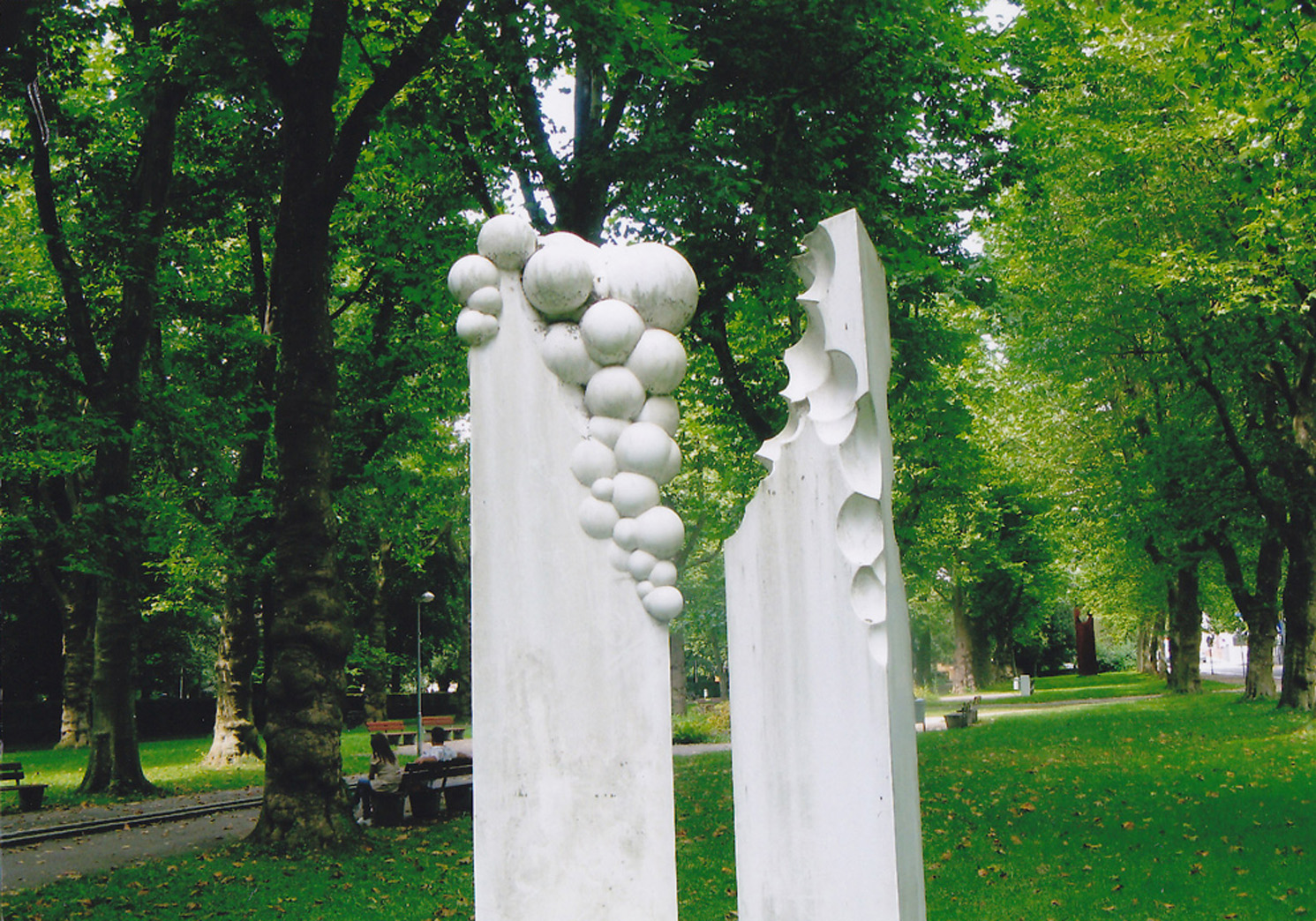
Göppingen
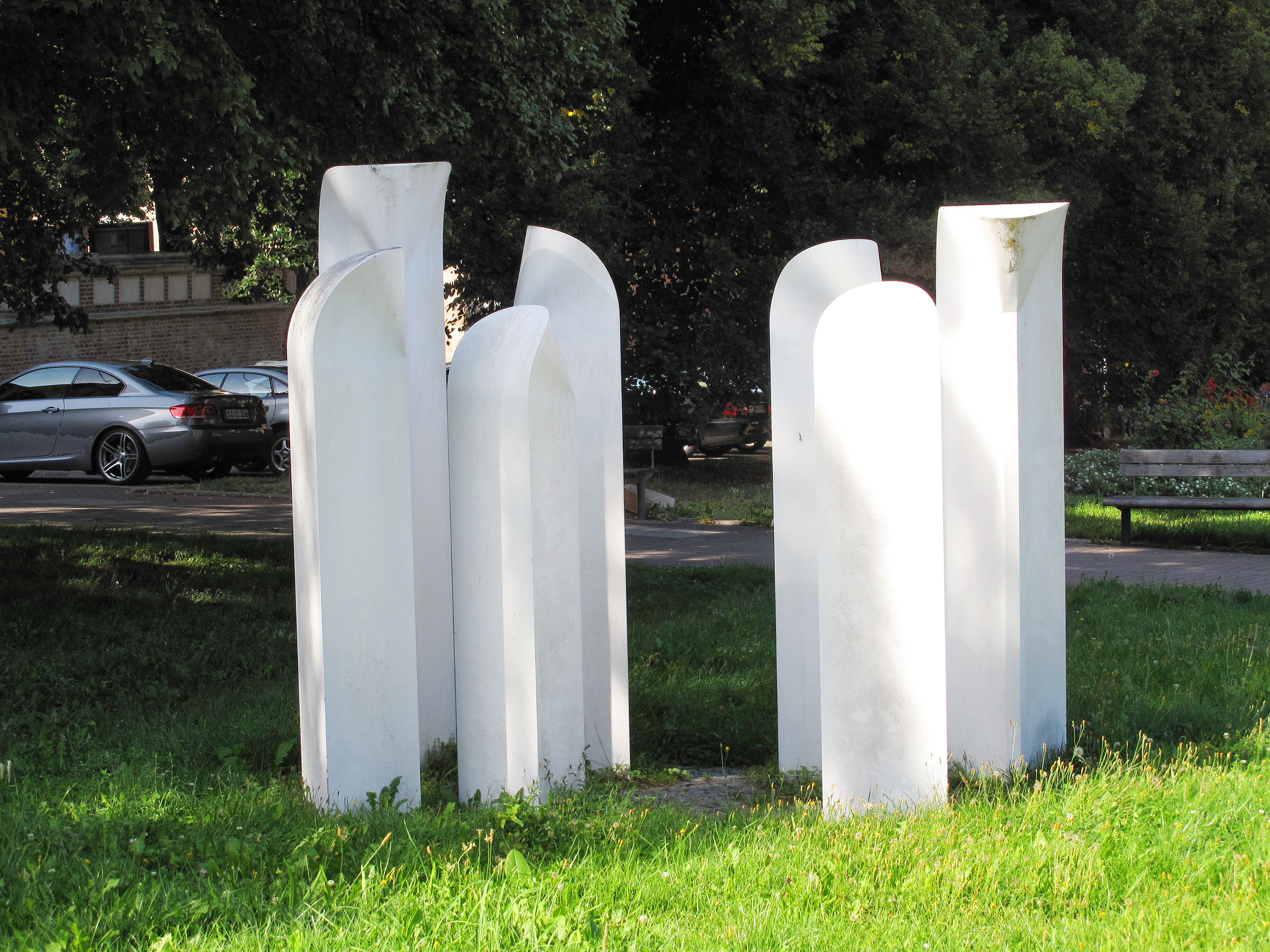
Raumkörper 82, Stuttgart
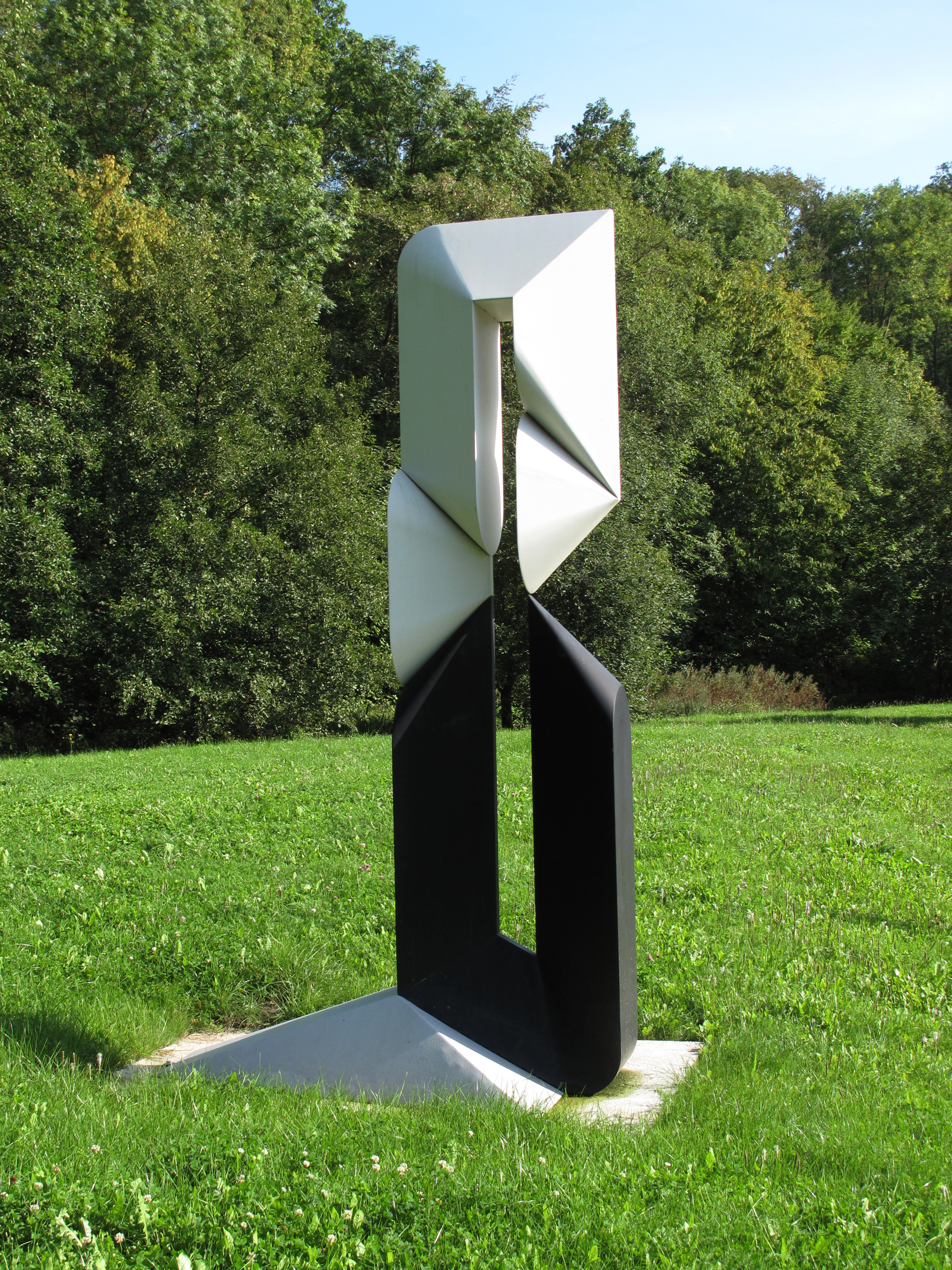
Raumkörper 76, Stuttgart